# Левин, Саймон
Саймон Ашер Левин (англ. Simon Asher Levin; род. 22 апреля 1941, Балтимор, Мэриленд, США) — американский эколог, специалист по математическим методам в экологии, занимающийся динамикой сложных систем — экосистем и их биоразнообразия, социальных и экономических систем, также уделяющий особое внимание вопросам стратегии создания международного сотрудничества в сфере изменения климата.
Доктор философии (1964), заслуженный Университетский профессор Принстона (где преподаёт с 1992 г.) и прежде профессор Корнелла (в котором трудился с 1965 г.), член НАН США (2000) и Американского философского общества (2003). Отмечен Национальной медалью науки (2014), лауреат премий Тайлера (2014), Киото (2005) и др.

## Биография
Окончил Университет Джонса Хопкинса (бакалавр математики, 1961). Степень доктора философии по математике получил в 1964 году в Мэрилендском университете в Колледж-Парке.
В 1964—1965 годах постдок в Калифорнийском университете в Беркли.
В 1965—1992 годах в Корнеллском университете: ассистент-профессор, с 1971 года ассоциированный профессор, с 1977 года профессор, являлся именным профессором (Charles A. Alexander Professor) биологических наук, директором Центра исследований экосистем и Центра экологических исследований. С 1992 года профессор биологии в Принстонском университете, ныне именной заслуженный Университетский профессор (James S. McDonnell Distinguished University Professor) на кафедре экологии и эволюции; директор-основатель Принстонского института окружающей среды (1993-1998), ныне его ассоциированный сотрудник.
В 2003—2009 годах председатель управляющего совета IIASA и в 2009—2013 годах вице-председатель.
С 2006 года почётный редактор The Scientist.
Являлся президентом Экологического общества Америки и Society for Mathematical Biology.
Член Американской академии искусств и наук (1992), AAAS (1992), Экологического общества Америки (2012), иностранный член Istituto Veneto di Scienze, Lettere ed Arti.
Автор более 500 работ.

## Награды и отличия
- Стипендия Гуггенхайма (1979—1980)
- Robert H. MacArthur Award[англ.] Экологического общества Америки (1988)
- Distinguished Statistical Ecologist Award, INTERCOL (1994)
- "Most cited paper in the field of Ecology and Environment for the 1990s", Institute for Scientific Information (2000)
- Outstanding Paper in the Discipline of Landscape Ecology Award for 2001, U.S. Chapter of the International Association for Landscape Ecology
- 1st Okubo Lifetime Achievement Award (2001)
- Премия Хейнекена в области наук об окружающей среде, Нидерландская королевская АН (2004)
- Премия Киото (биология), Япония (2005)
- Награда выдающегося учёного, Американский институт биологических наук (2007)[31]
- 2010 — Награда выдающегося эколога, Экологическое общество Америки
- 2010 — Ramon Margalef Prize in Ecology[англ.], Каталония
- 2012 — George Mercer Award Экологического общества Америки
- 2014 — Премия Тайлера
- 2014 — Luca Pacioli Prize, Италия
- 2014 — Национальная научная медаль США
- BBVA Foundation Frontiers of Knowledge Award (2021)

Почётный доктор, в частности, канадского Университета Макмастера (2015).